# Torboy (Washington)
Torboy es un lugar designado por el censo ubicado en el condado de Ferry en el estado estadounidense de Washington. En el año 2010 tenía una población de 49 habitantes.

## Geografía
Torboy se encuentra ubicado en las coordenadas 48°40′48″N 118°39′46″O / 48.68000, -118.66278.